# Sinfonia n. 3 (Skrjabin)
La Sinfonia n. 3 in do minore Op. 43, intitolata Le Divin Poème fu composta da Aleksandr Nikolaevič Skrjabin fra il 1902 e il 1904 e pubblicata nel 1905 a Lipsia, eseguita per la prima volta il 29 maggio 1905 a Parigi.

## Struttura
Le sue quattro sezioni sono le seguenti:
1. Introduzione
2. Luttes (Lotte)
3. Voluptés (Delizie)
4. Jeu divin (Gioco divino)

## Analisi
Le quattro sezioni della sinfonia procedono senza sosta. Nell'Introduzione (notazione del tempo Lento), il tema principale appare nei bassi con risposta dalle trombe e ripreso nei primi violini e i fiati. Il primo movimento inizia con questo tema nei violini e viene ripreso dai bassi e gradualmente raggiunge il culmine. Man mano che scompare, un tema simile a un inno appare negli archi con sordina. La seconda melodia segue nei fiati con violini e accompagnamento di basso, questo a sua volta seguito da un tema che ricorda il "Dresden Amen" in un lungo tremolo e le trombe danno il loro tema originale, a pieno accompagnamento. Dopo la ricapitolazione, il tema principale appare nei corni, con i violini in un accompagnamento agitato. La chiusura della sezione è veemente, scomparendo  gradualmente e porta al secondo movimento senza soste.
Una melodia lenta e tenera appare nei fiati e nei corni e più tardi negli archi, le trombe ripetono la loro chiamata nel primo movimento. Questa melodia, sempre più appassionata, viene interrotta da un forte passaggio nei corni che alla fine distribuisce all'unisono una misura gioiosa, i bassi che suonano la tromba invertita, portando al Finale.
Su un movimento vivace negli archi, le trombe suonano una variazione della loro chiamata. Una seconda melodia segue negli oboi e violoncelli contro l'armonia di fiati e corni, che viene improvvisamente interrotta dal ritorno della prima melodia. Dopo lo sviluppo, ritorna l'episodio delle trombe all'unisono e della tromba invertita. Verso la fine c'è un ritorno al tema principale del primo movimento e la sezione termina con la leggenda e la chiamata all'unisono.

## Strumentazione
- Strumenti a fiato: Ottavino, 3 flauti, 3 oboi, corno inglese, 3 clarinetti (in Si♭), clarinetto basso (in Si♭), 3 fagotti, contrabbasso
- Ottone: 8 corni (in Fa), 5 trombe (in Si♭), 3 tromboni, tuba
- Percussioni: Timpani, Tam-Tam, Piatti, Campane, Triangolo
- Archi: 16 primi e 16 secondi violini, 12 viole, 12 violoncelli, 8 contrabbassi (numeri indicati da Skrjabin nella partitura), 2 arpe

## Esecuzione al  pianoforte
Leonid Leonidovič Sabaneev menziona che questa sinfonia è molto più chiara se eseguita al pianoforte. Cita un allievo di Sergej Ivanovič Taneev con queste parole: 
Questa sinfonia è stata anche trascritta per duetto di pianoforte da Leon Conus nel 1905.